# Roland Mader
Roland Mader (* 21. September 1944 in Innsbruck; † 27. August 2018) war ein deutscher Volleyballfunktionär und Unternehmer österreichischer Herkunft.

## Leben
Mader war als Heranwachsender einer der besten Mittelstrecken-Läufer Österreichs. Nach abgeschlossener Schulbildung zog er in die Bundesrepublik Deutschland, er wurde deutscher Staatsbürger. Er durchlief eine Fachschule für Elektronik und eine Verwaltungs- und Wirtschaftsakademie. Mader gründete 1969 das Unternehmen Fernseh-System-Gesellschaft (FSG) mit Sitz in München, mit dem er Sportverbände vermarktete.
Von 1978 bis 1983 war er Vorsitzender des Bayerischen Volleyball-Verbands, 1984 wurde er zum Ehrenpräsidenten ernannt. Ab 1979 war er zusätzlich Vorsitzender des Deutschen Volleyball-Verbands. Mader, Bruder des Politikers Helmut Mader, wurde ein autoritärer Führungsstil nachgesagt, er trieb die Professionalisierung des Sports voran, zu seinen Stärken gehörte das Knüpfen von Beziehungen, wodurch es ihm unter anderem gelang, dem Volleyballsport Geldgeber und Fernsehzeit zu verschaffen. Unter Maders Führung wurde im Laufe der 1980er Jahre das Modell entwickelt, viele der bundesdeutschen Frauen-Nationalspielerinnen zum SV Lohhof zu holen, um sie dort unter der Leitung des Bundestrainers Andrzej Niemczyk gemeinsam zu fördern, auch die 1983 erfolgte Gründung des Volleyball-Internats Hoechst ging auf seinen Anstoß zurück. Er hatte das Unternehmen Hoechst für das Internatsvorhaben gewonnen. 1988 wurde Mader vom Internationalen Volleyball-Verband FIVB wegen des ungenehmigten Einsatzes zweier belgischer Spielerinnen (die später eingebürgert wurden) in der deutschen Nationalmannschaft zu einer halbjährigen Sperre sowie einer Geldbuße von 10 000 Schweizer Franken verurteilt.
In seiner Amtszeit fand die Eingliederung des Volleyballsports der Deutschen Demokratischen Republik in den bundesdeutschen Volleyballverband statt. Im Dezember 1990 wurde Mader vom Landgericht München zu einer Haftstrafe von zweieinhalb Jahren verurteilt. Das Gericht befand Mader des Versicherungsbetrugs und der Vortäuschung einer Straftat für schuldig, er hatte die Vorwürfe bestritten. Mader trat nach dem Urteil von seinem Amt als Vorsitzender des Deutschen Volleyball-Verbands zurück.
In den 1990er Jahren vermarktete Mader die beiden Leichtathletinnen Katrin Krabbe und Grit Breuer.
2003 machte ihn der Deutsche Volleyball-Verband zum Ehrenpräsidenten. Mader lebte zuletzt in Nideggen, er starb an den Folgen eines Sturzes. Der Deutsche Volleyball-Verband bezeichnete ihn in einem Nachruf als einen „der größten Macher und prägendsten Figuren im deutschen Volleyball in den 70er sowie 80er Jahren“, die Süddeutsche Zeitung nannte ihn einen „visionären Netzwerker“.